# Henriette Pereira

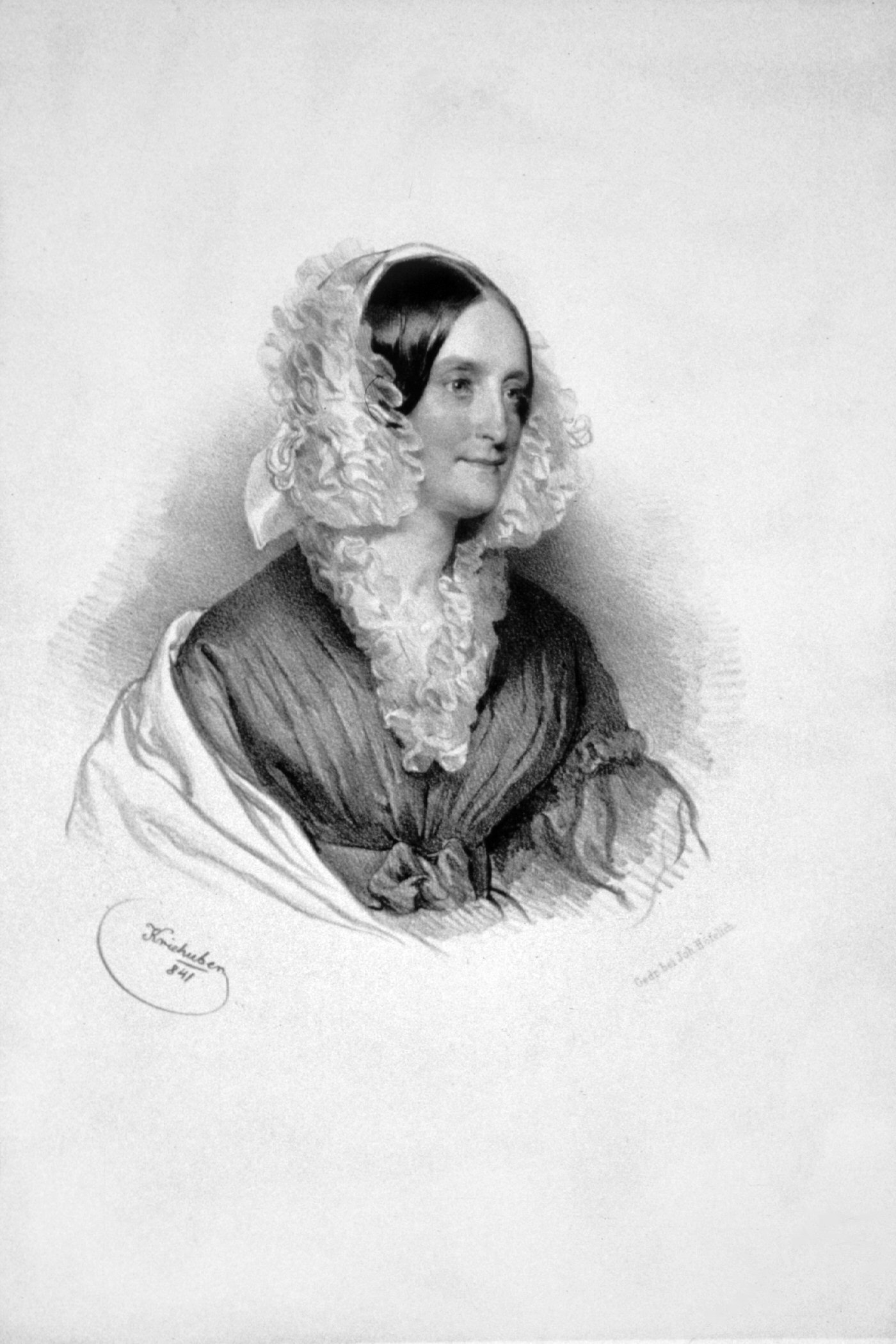
Henriette von Pereira-Arnstein, 1841

Henriette Pereira, född 29 november 1780 i Berlin, död 13 maj 1859 i Wien, var en österrikisk pianist och salongsvärd.     
Hon var dotter till pianisten Fanny Arnstein (1758-1818) och bankiren Nathan Arnstein (1748-1838) och studerade musik under Muzio Clementi och Andreas Streicher. Hon debuterade i Wien 1808. Hon gifte sig 1802 med bankiren friherre Heinrich von Pereira (1773-1835), och paret konverterade sedan från judendomen till katolicismen. Hon arrangerade konserter i sin salong där hon själv framträdde. Bland gästerna fanns konstnärer som Beethoven, Liszt, Mendelssohn Bartholdy, Grillparzer, Stifter, Brentano och Theodor Körner samt Joseph Haydn.
Hon ägnade sig också åt välgörenhet. Henriettenplatz i Wien är uppkallad efter henne.